# 戯文
戯文（ぎぶん）とは、中国の古典的な演劇である戯曲形式の一つ。南方系の楽曲である南曲を用いる。明代に隆盛した。南曲戯文（なんきょくぎぶん）、南戯（なんぎ）ともいう。
その源流は南宋の時、浙江省温州（当時は永嘉）で行われた温州雑劇にあるという。
『永楽大典』の巻13965から巻13991までの27巻に宋元戯文33篇を収録していたが、最終巻の3篇（小孫屠・宦門子弟錯立身・張協状元）のみが現存し、残り30篇は外題のみが知られる。それを見るとその2⁄3は元雑劇と共通している。南宋の作品で現存しているのは上記の『永楽大典』に収められている「張協状元」のみである。
元代には北方の雑劇に押されていたが、元末明初の高明が『琵琶記』を書いたことから南戯が復興した。ほぼ同じころに『拝月亭』・『劉智遠』・『荊釵記』・『殺狗記』の四大戯文が現れ、『拝劉荊殺』と総称された。
雑劇が曲律の厳しい制約を受け、たとえば劇を通して原則として1人しか歌えず、幕（折）の数は4に固定されていたが、南戯ではあらゆる人が歌うことができ、幕の数に制約がなく50-60幕に至る長編作品もあり、ひとつの幕の中で宮調を変えることができるなど制約が少なく、また時には自由に北曲を取り入れたりした。また文人が多く参加したため、元雑劇が口語の使用が多いのに比べて、文語的要素が強い。
南戯はその後政府によって厳しく抑制されていったん停滞するが、明後期の嘉靖年間に新たに崑山（現江蘇省蘇州市東部）の魏良輔が改良した崑曲が隆盛したことから、嘉靖から万暦にかけて南戯の黄金時代を迎える。これ以降については伝奇を参照のこと。